# Jeffrey Sachs
Jeffrey David Sachs, ameriški ekonomist in akademik, * 5. november 1954.
Deluje kot analitik javne politike, bil je direktor The Earth Institute na Univerzi Columbia, kjer ima naziv univerzitetnega profesorja. Znan je po svojem delu na področju trajnostnega razvoja, gospodarskega razvoja in boja za odpravo revščine.
Sachs je direktor Centra za trajnostni razvoj na Univerzi Columbia in predsednik mreže ZN za rešitve trajnostnega razvoja. Je zagovornik ciljev trajnostnega razvoja generalnega sekretarja Združenih narodov (ZN) Antónia Guterresa glede ciljev trajnostnega razvoja (SDG), sklopa 17 globalnih ciljev, sprejetih leta 2015. Od leta 2001 do 2018 je bil Sachs svetovalec generalnega sekretarja ZN in na enakem položaju pod prejšnjim generalnim sekretarjem ZN Ban Ki-moonom. V zvezi z razvojnimi cilji tisočletja je bil leta 2002 v mandatu Kofija Annana prvič imenovan za posebnega svetovalca generalnega sekretarja ZN.

## Kariera
Leta 1980 se je Sachs pridružil fakulteti Harvard kot asistent, leta 1982 pa je napredoval v izrednega profesorja. Leto pozneje, ko je bil star 28 let, je na Harvardu postal profesor ekonomije.
Sachs je univerzitetni profesor na univerzi Columbia. Od leta 2002 do 2016 je bil direktor The Earth Institute Univerze Columbia, vseuniverzitetne organizacije z interdisciplinarnim pristopom k obravnavi kompleksnih vprašanj, s katerimi se sooča Zemlja, v podporo trajnostnemu razvoju. Sachs poučuje na School of International and Public Affairs in Mailman School of Public Health.

## Nagrade in priznanja
V letih 2004 in 2005 je bil Sachs imenovan za enega izmed 100 najvplivnejših ljudi na svetu po izboru Time . Ameriški svet za svetovne zadeve ga je imenoval za enega izmed "500 najvplivnejših ljudi na področju zunanje politike".
Leta 1993 je New York Times Sachsa označil za "verjetno najpomembnejšega ekonomista na svetu".
Leta 2017 sta bila Sachs in njegova žena skupaj prejemnika prve svetovne nagrade za trajnostni razvoj. Leta 2015 je prejel tudi nagrado Blue Planet za svoj prispevek k reševanju globalnih okoljskih problemov.

## Objave
Sachs piše mesečno kolumno o zunanjih zadevah za Project Syndicate, neprofitno združenje časopisov po vsem svetu, ki se širi v 145 državah. Prav tako pogosto prispeva k večjim publikacijam, kot so Financial Times, Scientific American, Time in The Huffington Post. 